# Exacum nanum
Exacum nanum là một loài thực vật có hoa trong họ Long đởm. Loài này được Klack. mô tả khoa học đầu tiên năm 2006.